# Prijsvrij Vakanties
Prijsvrij Vakanties is een Nederlandse reisorganisatie die voornamelijk pakketreizen verkoopt. Het bedrijf telt 75 werknemers en het hoofdkantoor is gevestigd in 's-Hertogenbosch.

## Geschiedenis
In 2010 richtte ICT-ondernemer Marc van Deursen het bedrijf op onder de naam Prijsvrij.nl. Hij startte met de verkoop van restvoorraden van andere touroperators en luchtvaartmaatschappijen. Dit bracht geen succes. Hij besloot de bedrijfsactiviteiten naar de online verkoop van pakketreizen te verleggen en dat zorgde voor een forse omzetstijging.
In 2014 nam de Duitse reisorganisatie DER Touristik, onderdeel van de REWE Group, een belang van 50% in het bedrijf.
In januari 2020 werd de naam van het bedrijf veranderd in Prijsvrij Vakanties. Een jaar later, nadat concurrent D-reizen failliet ging, nam het bedrijf een deel van de winkels en de website van D-reizen over.
In 2018 oordeelde de Reclame Code Commissie dat een reisaanbieding van Prijsvrij een misleidende prijsstelling had. In maart 2023 volgde uit onderzoek door de Consumentenbond dat reizen van Prijsvrij in 88% van de gevallen duurder zijn dan de prijs waarvoor werd geadverteerd. Volgens Prijsvrij liggen de afwijkingen vooral aan de snel wijzigende vliegtarieven.. De rechtbank Rotterdam trof op 24 september 2024 een voorlopige voorziening op verzoek van drie reisbureaus waaronder Prijsvrij die de uitvoering van het genomen besluit van de ACM tot oplegging van een dwangsom schorste.